# 奥雷利安·楚阿梅尼
奥雷利安·贾尼·楚阿梅尼（法語：Aurélien Djani Tchouaméni，法語發音：[oʁeljɛ̃ dʒani tʃuameni]；2000年1月27日—），是一名法国足球运动员，场上司职后腰，目前效力于西甲球队皇家马德里，并代表法国国家队参加国际比赛。

## 俱乐部生涯

### 波尔多
2018年7月26日，在波尔多1-0客胜拉脱维亚球队文茨皮尔斯的欧联杯第二轮预选赛中首发出场，并在比赛中出场了89分钟，完成了一线队首秀。8月9日，楚阿梅尼在波尔多3-1客胜马里乌波尔的欧联杯比赛中打进了球队的第三粒进球，这也是他的第一粒一线队进球。

### 摩纳哥
2020年1月29日，楚阿梅尼与另一支法甲球队摩纳哥签约，合同为期4年半。2021年1月23日，在加盟球队近一年后，楚阿梅尼在摩纳哥与马赛的法甲比赛中打进了球队的第二粒进球，这也是他为摩纳哥在联赛中打进的第一粒进球。

### 皇家马德里
2022年6月11日，宣布楚阿梅尼将于2022年7月1日转会至西甲俱乐部皇家马德里，并与俱乐部签订了一份为期六年的合同。 转会费据报道为8000万欧元，由于附加条款，转会费可能上涨至1亿欧元。
他于8月10日完成了他在俱乐部的正式首秀，在2022年欧洲超级杯中替补出场，帮助球队以2-0战胜法兰克福足球俱乐部，赢得了他职业生涯中的首个俱乐部冠军。 2023年9月30日，楚阿梅尼在马德里客场3-0战胜赫罗纳的比赛中打入了他为“白衣军团”的首个进球，用头球破门。

## 国家队生涯
2021年8月26日，楚阿梅尼首次入选法国国家足球队成年队。 9月1日，他在2022年国际足联世界杯预选赛对阵波斯尼亚和黑塞哥维那国家足球队的比赛中首次亮相国际赛场，替补托马斯·勒马尔于第46分钟上场。 2022年3月25日，楚阿梅尼在对阵科特迪瓦国家足球队的友谊赛中打进了他在国家队的首个进球。
2022年11月，楚阿梅尼入选了法国队参加2022年国际足联世界杯的名单。 12月10日，他在四分之一决赛对阵英格兰国家足球队的比赛中打进了他在世界杯的首个进球，帮助球队2-1获胜。
2022年12月18日，楚阿梅尼在2022年国际足联世界杯决赛中首发出场。他是法国队在点球大战中两名罚失点球的球员之一，最终法国队在卡塔尔卢赛尔体育场输给了阿根廷国家足球队。

## 生涯数据

### 俱乐部
最後更新：2021年3月19日
| 俱乐部   | 赛季     | 联赛     | 联赛 | 联赛 | 杯赛 | 杯赛 | 联赛杯 | 联赛杯 | 欧战 | 欧战 | 其他 | 其他 | 合计 | 合计 |
| 俱乐部   | 赛季     | 联赛等级 | 出场 | 进球 | 出场 | 进球 | 出场   | 进球   | 出场 | 进球 | 出场 | 进球 | 出场 | 进球 |
| -------- | -------- | -------- | ---- | ---- | ---- | ---- | ------ | ------ | ---- | ---- | ---- | ---- | ---- | ---- |
| 波尔多   | 2018–19  | 法甲     | 10   | 0    | 0    | 0    | 0      | 0      | 9    | 1    | —    | —    | 19   | 1    |
| 波尔多   | 2019–20  | 法甲     | 15   | 0    | 1    | 0    | 2      | 0      | —    | —    | —    | —    | 18   | 0    |
| 波尔多   | 合计     | 合计     | 25   | 0    | 1    | 0    | 2      | 0      | 9    | 1    | —    | —    | 37   | 1    |
| 摩纳哥   | 2019–20  | 法甲     | 3    | 0    | 0    | 0    | 0      | 0      | —    | —    | —    | —    | 3    | 0    |
| 摩纳哥   | 2020–21  | 法甲     | 29   | 2    | 2    | 0    | —      | —      | —    | —    | —    | —    | 31   | 2    |
| 摩纳哥   | 合计     | 合计     | 32   | 2    | 2    | 0    | 0      | 0      | —    | —    | —    | —    | 34   | 2    |
| 生涯合计 | 生涯合计 | 生涯合计 | 57   | 2    | 3    | 0    | 2      | 0      | 9    | 1    | —    | —    | 71   | 3    |

## 榮譽

### 球會
皇家馬德里
- 世界冠軍球會盃冠軍：2022[17]
- 歐洲超級盃冠軍：2022、2024
- 西班牙國王盃冠軍：2022-23
- 歐洲聯賽冠軍盃冠軍 : 2023–24
- 西班牙甲組足球聯賽冠軍：2023–24
- 西班牙超級盃冠軍：2023–24

### 國家隊
法國
- 歐國聯冠軍：2020-21[18]
- 世界盃亞軍：2022[19]